# Exomalopsis lissotera
Exomalopsis lissotera là một loài Hymenoptera trong họ Apidae. Loài này được Moure mô tả khoa học năm 1943.